# Грицевичі
Грицевичі (біл. Грыцавічы) — село в складі Берестовицького району Гродненської області, Білорусь. Село підпорядковане Пограничній сільській раді, розташоване у західній частині області.